# Chapelle Saint-Torquat
La chapelle Saint-Torquat est un édifice religieux catholique du XIIe siècle situé sur la commune de Suze-la-Rousse dans la Drôme . 
Elle est dédiée, comme son nom l’indique, à Saint Torquat du Tricastin, le 5e évêque de l'ancien diocèse de Saint-Paul-Trois-Châteaux.
L'édifice est classé monument historique par arrêté du 17 juillet 1926,